# Limtan ibn Nafir al-Lamtuni
Limtad (Limtan?) ibn Nafir al-Lamtuní fou un alfaquí maliquita del moviment almoràvit.
Fou un dels alfaquís millor considerats. Va ser el conqueridor de la vila de Sigilmasa pels almoràvits el 1053, on va fer matar Massud ibn Wanudin, darrer emir de l'emirat maghrawa de Sigilmasa. Després de 1060 hauria estat de fet o virtualment el dirigent del moviment i les seves fàtues en àrab o amazic van tenir vigència fins al segle següent.